# マシンガンズ
マシンガンズは、太田プロダクション及び漫才協会に所属する日本のお笑いコンビ。THE SECOND 〜漫才トーナメント〜2023 準優勝。

## メンバー

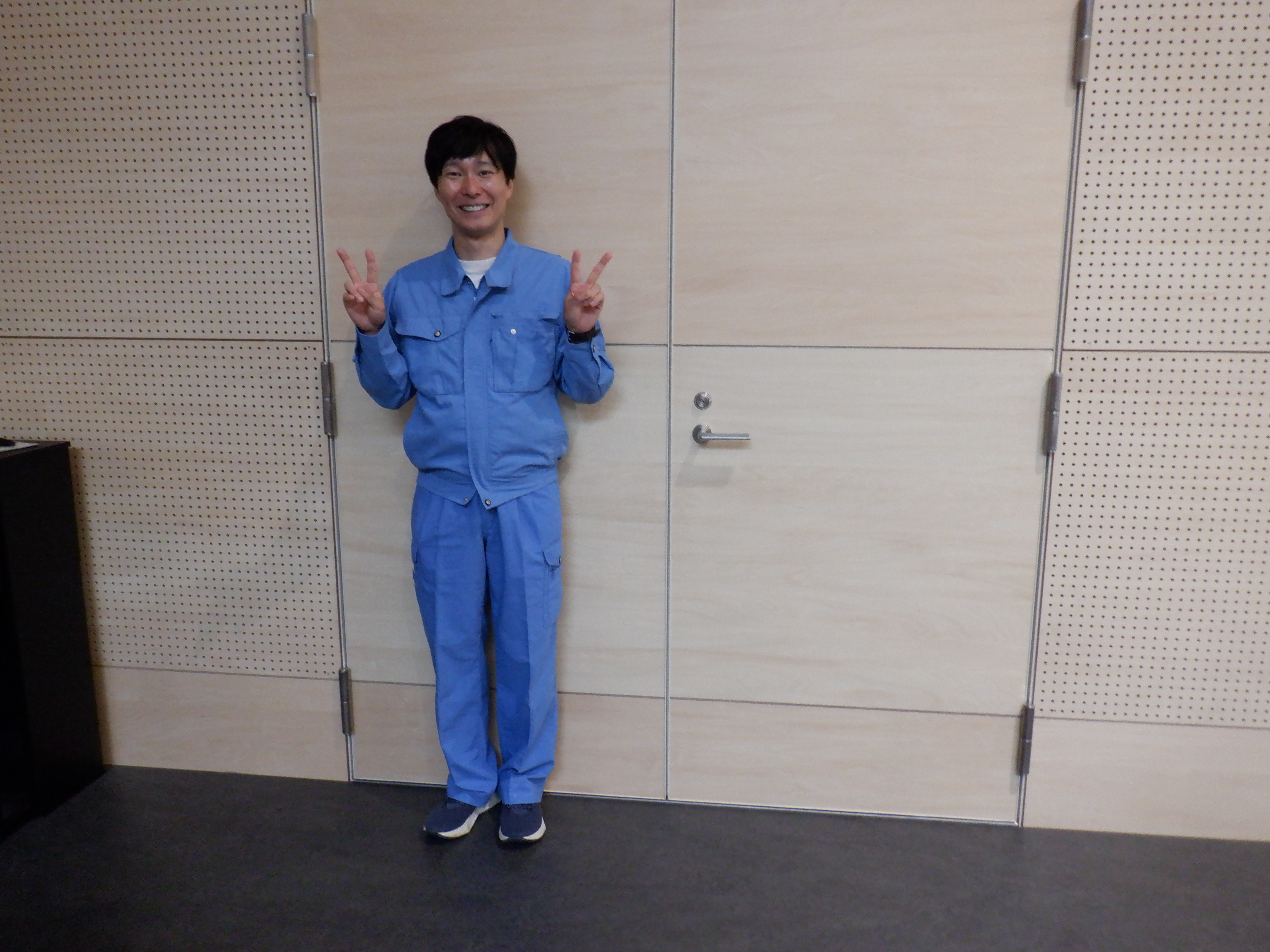
講演「マシンガンズ滝沢と考えるごみ問題」の滝沢秀一（2023年、鷹栖町）

滝沢 秀一（たきざわ しゅういち、1976年（昭和51年）9月14日 - ）（48歳）
ツッコミ担当、立ち位置は向かって左。
新潟県中魚沼郡津南町生まれ、東京都足立区育ち。
血液型AB型。身長は169cm。
2008年頃から金髪になっていたが、2014年から黒髪に戻している。
趣味は野球観戦、特技はごみ分別、鉄棒、Y字バランス。
高校時代、『GAHAHAキング 爆笑王決定戦』（テレビ朝日）の勝ち抜き企画へ出演していた爆笑問題に憧れて芸人を目指した。
東京都立足立高等学校卒業後、東京成徳大学人文学部英米文化学科に進学し卒業。在学中はアメリカ文学を専攻し、卒業論文のテーマにしていた人物はエドガー・アラン・ポーだった。
- はりけ～んずを心の師匠と慕い、芸人を始めた頃漫才を書き起こしていた。[8]

好きな作家は村上龍、中上健次。
中日ドラゴンズのファン。
2008年に結婚。2013年3月に第1子となる男児、2016年7月に第2子となる女児が誕生。妻の友紀（1971年 - ）は48歳から絵を描き始め、滝沢の体験を綴った漫画『ゴミ清掃員の日常』シリーズの作画を務めるなど漫画家としても活動している。
2012年から生計を立てるため（妻の出産費用が必要となったのがきっかけ）に友人の伝でごみ収集会社の収集作業員として就職し、現在も芸人と兼業している。2019年に受けたインタビュー内において「本業がゴミ清掃員で、芸人は副業」「この仕事を辞める気はない」などと語っている通り、現在は芸人よりもゴミ清掃員としての活動に本腰を入れている。またゴミ清掃員として活動する傍ら、その経験を活かして「ごみ研究家」としてテレビ出演や講演会を行ったり多数の著書を出版したり（後述）など活動の幅を広げている。
2020年10月9日にはそれまでの多岐に渡る活動が評価され、環境省により「サステナビリティ広報大使」に任命された。
2025年4月11日からYouTube「machine-guns 滝沢music」で作詞作曲した楽曲配信している。
西堀 亮（にしほり りょう、1974年（昭和49年）10月4日 - ）（50歳）
ツッコミ担当、立ち位置は向かって右。
北海道札幌市北区出身。血液型A型。
身長は174cm。
趣味はお酒を飲むこと、特技はカクテル作り。
北海道石狩南高等学校卒業。
高校卒業後は大工をしていたが、芸人を目指してPENNY LANE 24で吉本興業札幌支社のオーディションに落選した事がきっかけで上京。24歳から芸人活動を始めたため、有吉弘行やビビる大木、永野などの同い年の先輩や、タカアンドトシ、品川庄司(品川は年上)、バカリズム、バイきんぐなど年下の先輩が多い。同じ事務所の有吉や土田晃之、山本浩司（タイムマシーン3号）とも仲がいい。
2012年に結婚。
相方・滝沢が芸人活動を副業として以降、ごみ分別にまつわる講演などの活動が増えたため「収集員のバーター」と自虐しており、横にいるうちに分別にも詳しくなっている。
一般社団法人発明学会会員。2020年12月、『発明学会主催 身近なヒント発明展』で靴ブラシハンガーを発明し、優良賞を受賞した。2023年5月21日、自身がアシスタントを務めるラジオ番組『有吉弘行のSUNDAY NIGHT DREAMER』（JFN）にて、発明商品である「【ASN-001】静音 くつ丸洗い洗濯ネット」が商品化されたことを公表。6月17日一般社団法人発明学会の公開契約調印式に登壇、同年6月28日に「【ASN-001】静音 くつ丸洗い洗濯ネット」が発売となった。
女子バレーボールが好きであり、身長が高めの女性を偏愛している。
2021年12月、西堀が散歩をする様子を撮影した動画を投稿するYouTubeチャンネル「西堀ウォーカーチャンネル」を開設。西堀との散歩相手には主に所属事務所の後輩である和賀勇介（元トップリード）、松崎克俊（元やさしい雨）が出演している。2022年1月には事務所の先輩である有吉弘行が散歩相手として出演した。

## 来歴
- 1996年、「受講料が安かった」という理由で、東京都豊島区内のカルチャースクールで学んでいた2人が意気投合。1998年4月1日に滝沢の大学卒業とともに正式にコンビ結成[27][28]。カルチャースクール在籍時から本気でお笑いを目指していたとのこと[29]。
- コンビ名の由来は滝沢が当初「レッドキャット」や「ナンバーワンズ」をコンビ名として発案したが、それを西堀が反対したことを受け、当時身の回りにいた誰かが着用していたTシャツに書かれていた文字からとったと語っている[30]。
- 結成して間もない頃、滝沢がボケで西堀がツッコミを担当していたもののウケが良くなかったという理由で、活動して4年後にボケとツッコミのポジションを交替。その後2006年末頃からWツッコミの芸風に変わった。その理由は「2人ともボケに向いていないと気付いた」などから[31]。
- 結成後、ズームリパブリックに所属したが程なく退所し[29]、所属先を模索した末に太田プロ所属事務所となる。
- 吉本興業（NSC大阪23期出身）にも同名のコンビがいたが無関係である（後に『ベッターマン』に改名し松竹芸能へ移籍、その後解散した）。
- 2011年1月、永沢たかし（磁石）が結成した、芸歴10年前後の吹きだまり芸人によるユニット「FKD48」に加入。西堀が毒舌担当で担当カラーは鶯色、滝沢が暴れん坊担当で担当カラーは若草色となっている。
- 滝沢は小説『かごめかごめ』（2014年3月6日、双葉社）で小説家デビュー。作家が“長年の夢”でもあり、それまでに2006年〜2007年頃から年間1〜2本文学賞に投稿していた[32]。小説は大学生の頃から書いていたとのことで、北日本文学賞の3次予選や[7]、群像新人文学賞の4次選考[33]、第125回文學界新人賞の最終選考[34]まで行ったこともある。小説執筆は、妻と子供を養っていくためでもあるという[35]。
- M-1グランプリでは2007年、2008年に準決勝まで進出している。
- THE MANZAIでは2012年、2014年に認定漫才師50組に選ばれた。
- 2020年にBSフジの第1回お笑い成人式で優勝し、BSフジのキャンペーンボーイを1年間務める[36]。
- 2023年、この年から始まった『THE SECOND 〜漫才トーナメント〜』でグランプリファイナルに進出。決勝戦に進出するもギャロップに敗れ、準優勝となる。
- 同年5月22日のラジオ番組『ザ・ラジオショー』にて、漫才協会に入会することを発表。8月29日の『ナイツ ザ・ラジオショー』にて漫才協会入会届を漫才協会会長塙宣之に提出し[37]、9月1日に漫才協会ホームページに所属芸人として掲載された。

## ネタ
- 主に腹の立つことをあげ、ツッコんでいくスタイルのぼやき漫才を得意とする。滝沢がガナり声で西堀にツッコむ。しかしその後「滝沢がツッコミ、西堀がツッコミ」とひたすらツッコミしまくる芸風となっている。
- 滝沢が色んな物をヤクザに喩えるところがサワー沢口など太田プロ芸人仲間にネタとしてマネされている。例「これ凄いっすよ。ヤクザっすよ!」
- 上記のスタイルで関西人を批判する。
- 『爆笑レッドカーペット』（フジテレビ）においては「女性の面倒くさいところ（女性が浮気をした事を責めると逆ギレする、など）」を語っていくネタを披露。審査員の矢口真里は「私もこういう事します」と発言、司会の今田耕司は「恋人のいない自分にとってはメルヘンの世界」と評している。
  - 普段はネタの最後に「よし、帰ろう!」と言って退場することが多いが、同番組では2人とも「流せ!」と言ってからカーペットを流させてシメる。
- 『エンタの神様』（日本テレビ）出演時にはキメ台詞として「MAXめんどくせぇ!」をネタの中に盛り込んでいる。このキメ台詞は通常の漫才には盛り込まれていないが、通常の漫才でも何かを叫んで終わる。
- 2010年1月ごろより、Yahoo!知恵袋（2人曰く「バカが質問してバカが答えるサービス」）で自身が批判されていることをネタにした漫才を披露するようになる。
- 滝沢、西堀の意見をすり合わせつつ芸人兼構成作家小林知之と共にネタを作成している[38]。

## 賞レース成績・受賞歴など

### M-1グランプリ
| 年     | 結果       | 会場                     | 日時       | エントリーNo. | 備考         |
| ------ | ---------- | ------------------------ | ---------- | ------------- | ------------ |
| 2001年 | 2回戦敗退  |                          |            | 706           |              |
| 2002年 | 3回戦敗退  |                          |            |               |              |
| 2003年 | 2回戦敗退  | NGKスタジオ              | 2003/10/18 |               |              |
| 2004年 | 3回戦敗退  | ルミネtheよしもと        | 2004/11/20 |               |              |
| 2005年 | 1回戦敗退  | パナソニックセンター東京 | 2005/09/25 |               |              |
| 2006年 | 2回戦敗退  | ラフォーレ原宿           | 2006/11/04 |               |              |
| 2007年 | 準決勝敗退 | ルミネtheよしもと        | 2007/12/08 | 2114          |              |
| 2008年 | 準決勝敗退 | メルパルクホール         | 2008/12/07 | 4484          | ラストイヤー |

### THE SECOND ～漫才トーナメント～
| 年     | 結果                         |
| ------ | ---------------------------- |
| 2023年 | グランプリファイナル 準優勝  |
| 2024年 | ノックアウトステージ16→8敗退 |
| 2025年 | グランプリファイナル ベスト8 |

### その他
- 爆笑オンエアバトル
  - 戦績：2勝2敗、最高509KB
  - 第12回チャンピオン大会 視聴者投票1位バトル 3位敗退
- オンバト+
  - 戦績：3勝3敗、最高489KB
- 2012年 日清食品 THE MANZAI 本戦サーキット敗退
- 2014年 THE MANZAI 本戦サーキット敗退
- 2020年 第1回 お笑い成人式 優勝
- 2022年 G-1グランプリ 準決勝敗退

## 出演

### テレビ

#### レギュラー
- ヤンチャ黙示録（2005年4月5日 - 2005年9月27日[47][48]、テレビ東京）
- エンタの味方!（2008年4月24日 - 2009年3月26日、TBSテレビ） - 2期生としてレギュラー出演
- おもいッきりDON!1025（2009年3月30日 - 9月29日、日本テレビ） - 「夕刊来たDON!」火曜担当
- おもいッきりPON!（2009年10月7日 - 2010年3月24日、日本テレビ）- 水曜日担当
- PON!（2010年3月31日 - 2011年3月23日、日本テレビ）- 水曜日担当
- 粋な下町てれび（2012年4月 - 12月、J:comチャンネル）
- チェンジ（2012年4月6日 - 2012年9月29日、テレビ愛知）
- KAKOKU（2013年10月5日 - 11月30日、テレビ朝日）
- ひとりが世界のナゼを教えてもらったら?（2016年10月 - 2018年9月、AXN）
- スマートフォンデュ（2017年10月27日 - 2018年12月21日、テレビ朝日）
- 〜なぜここにいるの?〜ごみ物語（2023年4月7日 - 2024年3月29日[49] 、テレビ朝日） - 滝沢のみ

#### 準レギュラー・不定期出演
- ねこの穴（2001年10月23日 - 2002年1月29日[50]、テレビ東京）
- スパスパ人間学!（2003年4月3日 - 2005年3月10日[48][50]、TBSテレビ）
- 爆笑レッドカーペット（2007年7月31日 - 2010年6月20日[51][47]、フジテレビ）
- エンタの神様（2008年5月10日 - 2010年2月27日[52][47]、日本テレビ）
- オンバト+（2010年5月21日 - 2013年6月22日[53][54][51]、NHK総合）
- マサカメTV（2014年7月5日 - 2016年3月26日[55][53]、NHK総合）
- 有吉ベース（2016年1月 -2025年3月24日 、フジテレビONE）
- HAPPY MONDAY BASEBALL 今週のプロ野球とことん予想（2016年4月18日 - 2018年10月24日、BSスカパー） - 滝沢のみ
- オールスター後夜祭（2018年10月7日- [56]、TBSテレビ）
- アッコにおまかせ（2024年4月14日 - 、TBSテレビ）[57]
- デカ盛りハンター（2024年4月19日- 、テレビ東京）
- 夢が咲く 有吉園芸 〜Road to start a garden shop〜（2024年7月20日- 、BS朝日）
- ぎりぎりをせめるので続くだけやります法律お笑い（2024年10月21日 - 、フジテレビ）
- あさドレ♪（2025年3月30日 - 、中京テレビ）-滝沢のみ（2025年4月11日はコンビ）

#### その他冠番組・司会・主演
- カフェ・ド・トリコ（2009年11月9日・16日・30日[58]、BS日テレ）
- マシンガンズのいいジャン!しずおか（2023年11月25日- 静岡放送）
- ウヨキョクセツ！×マシンガンズ（2024年3月10日、札幌テレビ放送）[59]
- 錦鯉が行く!のりのり散歩 特別編 ～マシンガンズのサプライズ大作戦～（2024年5月25日、北海道テレビ）

### ラジオ

#### レギュラー
- NEVERMIND!!（2009年4月 - 2011年3月、FM-FUJI） - 火曜日担当
- 夕やけ寺ちゃん 活動中（2010年10月 - 2013年3月、文化放送） - 木曜日レギュラー
- 60TRY部（2014年10月3日 - 2022年3月18日、ラジオ日本） - 金曜日担当
- ネガ⇒ポジ（2014年10月3日 - 2022年3月26日、ラジオ日本）
- マシンガンズの働きタイミー[60]（2023年10月3日 -、文化放送 ） - 冠番組
- Nらじ（ - 2024年3月25日 、NHK第1） - 滝沢のみ、月1回レギュラー

#### 準レギュラー・不定期出演
- 異次元電波クラブ（2023年6月12日-2025年1月1日、文化放送） - 西堀のみ（2023年6月12日はコンビ）

#### その他冠番組・司会・主演
- オールナイトニッポンR（2013年11月30日「マシンガンズ西堀亮のオールナイトニッポンR」、ニッポン放送） - 西堀のみ
- オールナイトニッポン0(ZERO)（2023年9月16日「マシンガンズのオールナイトニッポン0(ZERO)」、ニッポン放送）

#### 音声配信サービス
- 滝沢ごみラジオ（2021年12月1日 - 、voicy毎週月、火、水曜日配信）[61]
- ネガ⇒ポジ（2022年4月10日 - 、Radiotalk）[62][63]

### CM
- カップヌードル「本音と建前」編 - ダチョウ倶楽部と共演
- ケイ・オプティコム 「mineo」 - 有吉弘行と共演

### 映画
- 手紙（2006年、生野慈朗監督）
- Hello, my friend（2026年公開予定） - 西堀のみ[64]

### テレビドラマ
コンビ
- 闇金ウシジマくん Season2（2014年1月17日 - 3月7日、TBS）- ブラボー二子玉川 役（西堀、第4・8話）、ケツモチ 役（滝沢、第1・2・8話）
- これは経費で落ちません! 第2話（2019年8月2日、NHK総合） - 秦野 役（西堀）、マシン滝田 役（滝沢）
- 俺の話は長い（2019年10月12日 - 12月14日、2025年4月6日、日本テレビ系） - AMラジオDJ 役
- ＃リモラブ 〜普通の恋は邪道〜（2020年10月14日 - 12月23日、日本テレビ） - 乙牧ひろ吉 役（西堀）[65]、ラーメン屋台の店主 役（滝沢、第6話）

西堀のみ
- 世界一難しい恋（2016年4月13日 - 6月15日、日本テレビ） - 蛭間太陽 役
- ラブホの上野さん 第12話（2017年4月4日、フジテレビ／2月16日、フジテレビオンデマンド（先行配信）[66]） ‐ 大学の職員 役
- 母になる（2017年5月31日、日本テレビ）- お好み焼き屋の店員 役
- FNS27時間テレビ にほんのれきし 平安ドラマ『源氏さん!物語』（2017年9月9日 - 10日、フジテレビ）- プロデューサー 役
- おいハンサム!! （2022年1月16日、東海テレビ）- 2話、コペル先生役
- コタツがない家 第3話 -最終話（2023年11月1日 - 12月20日、日本テレビ） - 熊沢徹 役[67][68]
- ブラックガールズトーク 最終話（2024年3月25日、テレビ東京）- 高田一作（居酒屋主人）役

滝沢のみ
- ハケンの品格 第2シリーズ 第5話（2020年7月15日、日本テレビ） - ゴミ清掃員 役[69]
- 憑きそい 第6話[70]（2023年7月28日[71]、フジテレビオンデマンド）

### インターネットテレビ

#### レギュラー
- 『世界がもし100人のマシンガンズだったら』(ニコジョッキー、2014年1月17日 - 2021年6月16日、2023年7月31日[72] 、2024年7月29日配信[73]、2025年4月29日[74] ）2021年6月16日まで月1放送
- ネガ⇒ポジ（2024年7月12日 -、YouTubeマシンガンズチャンネル [75]）
- ザ・マシンガンパンチチャンネル（ザ・パンチ出演、2025年3月6日 -、YouTube [76]）

#### 不定期出演
- オジサンズ8（FANYチャンネル、2025年3月22日 - 4月22日 [77]）

## 作詞作曲
- ザ・マシンガンパンチ （ボーカル ザ・パンチ、マシンガンズ　作詞作曲 滝沢、編曲 Fi'Ne）[78]

## DVD
- brstTV Presents 本当に売れるお笑い芸人 The DVD（2005年発売 発売元：ユニバーサル）
- 劇団ひとり×YOU THE ROCK☆ ヤンチャ黙示録 vol.01～13（2005年発売 発売元：ビデオメーカー）
- 怒（ど）（2008年発売 発売元：コンテンツリーグ）
  - 『怒 ～再編集版～』（SSBX-2839、2023年7月26日、 発売元：コンテンツリーグ）[79]※幕間映像「メイキング」「エンディング」と特典映像を含めず新たに「太田プロライブ月笑2023/5月ROUND」を収録。
- マシンガンズ in エンタの味方! 爆笑ネタ10連発（2008年発売 発売元：TBS）
- マシンガンズ in エンタの味方! 爆笑ネタ10連発 ファイナル（2009年発売 発売元：TBS）
- デジタルコメディラボ カフェ・ド・トリコ （2010年発売 発売元：バップ）
- 渾身！ ～My Best漫才～（2012年発売 発売元：CL）
- ウレセン!! 虎の巻（2013年発売 発売元：CL）
- 必笑！ ～お笑いファンが選んだネタベスト～（2014年発売 発売元：CL）
- マシンガンズ初単独ライブ～最初で最後～（SSBX-2858、2024年6月26日発売、 発売元：コンテンツリーグ[80]）

## Web連載コラム
- マシンガンズ西堀のそぞろ歩き（道新スポーツ、2023年10月4日-）[81]
- マシンガンズ滝沢のポジティブ応援宣言（ドラゴンズ情報、2024年7月25日-）[82]

## 連載
- 俺たちおじさんのミカタです。（週刊大衆、2024年1月5日-）[83]

滝沢のみ
- ごみ清掃員滝沢が見る世界（グローバルネット、2019年12月16日-）[84]
- まんがでわかる人と地球にやさしいゴミ（サンキュ!、2024年7月25日-）[85]

## 著書
コンビ
- 女はみんな同じ教科書を読んでいる。（2011年、幻冬舎、ISBN 978-4-3440-1944-7） - エッセイ
- もう諦めた でも辞めない（2024年11月14日発売、日経BP、ISBN 978-4-2962-0517-2） - エッセイ

西堀
- 芸人という病（和賀勇介、ブラックパイナーSOSなどの芸人が複数記載。2023年9月21日発売、双葉社、ISBN 978-4-5753-1821-0） - ノンフィクション

滝沢
- かごめかごめ （2014年3月6日、双葉社、ISBN 978-4-5752-3851-8 / 2020年12月10日、双葉文庫、ISBN 978-4-5755-2432-1） - ホラー小説

ゴミ清掃関連
- このゴミは収集できません ゴミ清掃員が見たあり得ない光景（2018年9月10日、白夜書房、ISBN 978-4-8649-4181-5 / 2022年11月22日、角川文庫）
  - やっぱり、このゴミは収集できません 〜ゴミ清掃員がやばい現場で考えたこと（2020年9月10日、白夜書房、ISBN 978-4-8649-4282-9）

- ごみ育 日本一楽しいごみ分別の本（イラスト:ニコ・ニコルソン、2019年8月6日、太田出版、ISBN 978-4-7783-1677-8）
- ゴミ清掃員の日常（原作・構成、漫画:滝沢友紀、2019年5月30日、講談社、ISBN 978-4-0651-5672-8）
  - ゴミ清掃員の日常 ミライ編 〜あたらしい時代で、しあわせになるゴミ出し術（原作・構成、漫画:滝沢友紀、2020年7月20日、講談社、ISBN 978-4-0651-9608-3）
  - ゴミ清掃員の日常〜ゴミ分別セレクション〜（原作・構成、漫画:滝沢友紀、2023年5月30日、講談社、ISBN 978-4-06-531909-3） ※1・2作目からエピソード厳選・描きおろしを加えた総集編

- ゴミはボクらのたからもの（解説と絵、作と絵:326、2020年7月20日、幻冬舎、ISBN 978-4-3440-3610-9）
- ごみ清掃芸人は見た! リアルでゆかいなごみ事典（イラスト:本田しずまる、2020年12月20日、大和書房、ISBN 978-4-4793-9357-3）
- ゴミ清掃芸人の働き方解釈（2021年6月12日、集英社、ISBN 978-4-7976-8075-1）
- 日本全国 ゴミ清掃員とゴミのちょっといい話（イラスト:本田しずまる、2021年8月2日、主婦の友社、ISBN 978-4-0744-7801-9）
- 食品ロス「もったいない」をみんなで考える3 ごみ置き場から見た食品ロス（監修、2022年4月、あかね書房、ISBN 978-4-2510-9563-3）
- すごいゴミのはなし: ゴミ清掃員、10年間やってみた。（2022年6月30日、学研プラス、ISBN 978-4-0520-5560-7）
- 地球と人にちょこっとやさしくなれる365日 アクション！今日も、身近なSDGs！（監修、イラスト　本田しずまる、赤プルやこじらせハスキーなどの太田プロダクション所属芸人が複数記載。2023年7月31日、K＆Bパブリッシャーズ、ISBN 978-4-9028-0089-0）。
- 世界一清潔な空港の清掃人と日本一のごみ清掃員をめざす芸人が見つけた「ごみと掃除と幸せな人生」 （ 新津春子との共作、2024年4月25日発売、三笠書房、ISBN 978-4-8379-2992-5）
- ペットボトルくんの ねっけつ！リサイクルものがたり （作絵　田中六大、監修　滝沢、2024年11月12日発売、佼成出版社、ISBN 978-4-3330-2929-7）
- 図解でまるわかり！　ごみのゆくえとリサイクル　もえるごみ（協力　滝沢、監修　松藤敏彦、2025年4月3日、ポプラ社、ISBN 978-4-5911-8477-6）
- 図解でまるわかり！　ごみのゆくえとリサイクル　もえないごみ・粗大ごみ・有害ごみ（協力　滝沢、監修　松藤敏彦、2025年4月3日、ポプラ社、ISBN 978-4-5911-8478-3）
- 図解でまるわかり！　ごみのゆくえとリサイクル　びん・かん・ペットボトル・プラスチック（協力　滝沢、監修　松藤敏彦、2025年4月3日、ポプラ社、ISBN 978-4-5911-8479-0）
- 図解でまるわかり！　ごみのゆくえとリサイクル　古紙・布類（協力　滝沢、監修　松藤敏彦、2025年4月3日、ポプラ社、ISBN 978-4-5911-8480-6）
- 図解でまるわかり！　ごみのゆくえとリサイクル　家電・小型家電・パソコン（協力　滝沢、監修　松藤敏彦、2025年4月3日、ポプラ社、ISBN 978-4-5911-8481-3）
- まんがで読める　ごみってなんだろう？　世界一わかりやすいごみの本（原作・構成、漫画:滝沢友紀、2025年7月28日発売予定、講談社、ISBN 978-4-0654-0023-4） 
- 僕の仕事はごみ清掃員。（仮） （2025年7月28日発売予定、河出書房新社、ISBN 978-4-3096-1772-5）

## デジタル写真集
- 抱かれずにいられない（2023年12月24日発売、撮影：加賀翔、編集：金髪りさ、集英社、週プレ PHOTO BOOK）[100]

## 単独ライブ
お笑いライブ
- 2024年3月1日-マシンガンズ単独ライブ 最初で最後（よみうり大手町ホール）
- 2024年4月14日-マシンガンズのソロライブ（西新宿ナルゲキ）
- 2025年4月12日-マシンガンズのソロライブ（西新宿ナルゲキ）

トークライブ
- 2023年12月2日 -マシンガンズトークライブ vol.01（A Talk Club WOOFER）
- 2024年3月22日-マシンガンズトークライブ vol.02（A Talk Club WOOFER）

- 2024年9月14日-マシンガンズトークライブ vol.03 〜滝沢秀一生誕祭〜（A Talk Club WOOFER）
- 2024年10月4日-マシンガンズトークライブ vol.04 〜西堀亮生誕祭〜（A Talk Club WOOFER）